# ثولوس (سيرري)
ثولوس (Θολός) هي مدينة في سيرري في مقاطعة فوريا إلادا في اليونان.
يبلغ عدد سكانها حوالي 736   نسمة.